# Stoczek (Pietkowo Drugie)
Stoczek – kolonia wsi Pietkowo Drugie w Polsce, położona w województwie podlaskim, w powiecie białostockim, w gminie Poświętne.
W latach 1975–1998 kolonia administracyjnie należała do województwa białostockiego.